# Lillesjön (Undenäs socken, Västergötland, 650816-142114)
Lillesjön är en sjö i Karlsborgs kommun i Västergötland och ingår i Motala ströms huvudavrinningsområde. Sjön har en area på 0,0936 kvadratkilometer och ligger 116 m ö.h.

## Delavrinningsområde
Lillesjön ingår i det delavrinningsområde (650961-141939) som SMHI kallar för Mynnar i Lummån. Medelhöjden är 139 m ö.h. och ytan är 6,92 kvadratkilometer. Det finns inga delavrinningsområden uppströms utan avrinningsområdet är högsta punkten. Vattendraget som avvattnar avrinningsområdet har biflödesordning 4, vilket innebär att vattnet flödar genom totalt 4 vattendrag innan det når havet efter 173 kilometer. Delavrinningsområdet består mestadels av skog (69 procent) och öppen mark (14 procent). Avrinningsområdet har 0,32 kvadratkilometer vattenytor vilket ger avrinningsområdet en sjöprocent på 4,6 procent.